# Досліди на тваринах
Досліди на тваринах (також випробування in vivo) — використання тварин в різних експериментах, метою яких є контроль змінних, які впливають на поведінку або біологічну систему, що вивчається. Цей підхід можна протиставити польовим дослідженням, в яких за тваринами спостерігають у їхньому природному середовищі або ареалах. Експериментальні дослідження на тваринах зазвичай проводяться в університетах, медичних закладах, фармацевтичних компаніях, оборонних установах та комерційних установах, які надають послуги з тестування на тваринах для промисловості. Підраховано, що щорічно у світі використовується 50—100 мільйонів хребетних тварин. Попри виняткову важливість безхребетних для ряду широкого спектра експериментів (див. «Модельний організм»), їх використання жодним чином не контролюється, а облік їхньої кількості не ведеться. Більшість тварин після дослідів просто присипляються Багато лабораторних тварин спеціально розводять, проте деяких ловлять в дикому середовищі[джерело?] або купують на аукціонах[джерело?] і в притулках[джерело?].

## Термінологія
Терміни випробування на тваринах, експерименти на тваринах, дослідження на тваринах, тестування в природних умовах, і вівісекції мають подібні денотації, але різні конотації. Буквально, «вівісекція» означає «різати» живу тварину, й історично відноситься тільки до експериментів, у яких відбувається розтин живих тварин. Термін іноді використовується для принизливого ставлення до будь-якого експерименту з використанням живих тварин; наприклад, енциклопедичний словник визначає «вівісекції», як: «Операції на живих тваринах для експериментальних, а не лікувальних цілях, у ширшому сенсі, всі експерименти на живих тваринах», хоча словники вказують, що ширше визначення «використовується тільки людьми, які виступають проти такої роботи». Слово має негативний відтінок, маючи на увазі тортури, страждання і смерть. Слово «вівісекція» вибирають ті, на відміну від цього дослідження, в той час, як науковці, як правило, використовують термін «експерименти на тваринах».

## Історія
Найбільш ранні згадки про досліди на тваринах зустрічаються в працях Стародавньої Греції у II та IV століттях до нашої ери. Арістотель та Ерасистрат були одними з перших, хто проводив експерименти на живих тваринах. Клавдій Гален, — грецький лікар, хірург і філософ римської доби, а також відомий як «батько вівісекції», проводив розтини свиней і кіз. Ібн Зухр, арабський лікар XII століття Аль-Андалус, який також практикував розтин тварин, впровадив випробування на тваринах як експериментальний метод тестування хірургічних процедур перед їхнім застосуванням у хворих людей.
Тварини неодноразово використовувалися протягом всієї історії медико-біологічних досліджень. У 1880-х роках, Луї Пастер переконливо довів «теорію мікробної медицини» («Патогенна теорія медицини», яка передбачає, що мікроорганізми є причиною багатьох захворювань), штучно спричинивши сибірку у вівці. У тих же роках Роберт Кох заражав мишей і морських свинок сибіркою і туберкульозом. У 1890-х роках, Іван Павлов використовував собак для опису умовного рефлексу. Під час Першої світової війни, німецькі агенти заражали сибіркою овець, які прямували до Російської імперії, та робили щеплення сапу мулам і коням французької кавалерії. Інсулін був вперше виділений від собак у 1922 році й зробив революцію в лікуванні цукрового діабету. 3 листопада 1957 року собака Лайка перша з багатьох інших тварин побувала на орбіті Землі. У 1970-х роках з використанням броненосців були розроблені антибіотики та вакцини проти лепри (прокази). У 1974 році Рудольф Яніш створив першого генетично модифікованого ссавця, інтегрувавши ДНК з вірусу SV40 в геном миші. Ще один прорив у генетиці був зроблений у 1996 році, коли народилася овечка Доллі (перше клонування із соматичної клітини ссавця).